# Pravni fakultet u Osijeku
Pravni fakultet u Osijeku visoko je učilište u sastavu Sveučilišta Josipa Jurja Strossmayera u Osijeku.

## Osnivanje Fakulteta i počeci njegova djelovanja
Pravni fakultet Osijek osnovan je 10. rujna 1975. godine kada je u Osijeku osnovano i Sveučilište, zbog značajne potrebe za pravničkim kadrom na području Slavonije i Baranje.  Pravni fakultet Osijek upisan je 22. prosinca 1975. godine u sudski upisnik Okružnog privrednog suda u Osijeku (današnji Trgovački sud) i taj dan se obilježava kao Dan Fakulteta. Godine 1973. u suradnji s Ekonomskim fakultetom u Osijeku pokrenut je zaseban pravni studij, a kao prodekan ovog studija izabran je Dragutin Rilke koji je zajedno s Vladimirom Srbom najzaslužniji za osnivanje Pravnog fakulteta Osijek. Kolika je bila potreba za osnivanjem Pravnog fakulteta u Osijeku, svjedoči i činjenica kako je njegovo osnivanje poduprto od strane vodećih gospodarstvenika toga doba na području Osijeka, konkretno, od strane tadašnjeg Društva pravnika u privredi Osijek, Društva pravnika u pravosuđu, Privredne komore Slavonije i Baranje te Skupštine općine Osijek. Tih je godina na područjima Slavonije i Baranje nedostajalo preko 1 200 diplomiranih pravnika.
Interes za pravnim studijem u Osijeku bio je iznimno velik pa je 1970.-ih godina bilo upisanih već preko 4 200 studenata što je davalo prosječnu brojku od 700 upisanih studenata godišnje. Tržište rada s godinama je smanjivalo interes za diplomiranim pravnicima pa su se i brojke upisanih studenata smanjivale,
U počecima svojega djelovanja, nastavu na Pravnom fakultetu Osijek uglavnom su izvodili nastavnici Pravnog fakulteta u Zagrebu, od kojih se ističu: Ante Romac (Rimsko pravo), Šefko Kurtović (Opća povijest prava i države), Smiljko Sokol (Ustavno pravo), Mira Alinčić (Obiteljsko pravo), Nikola Gavella (Građansko pravo), Eugen Pusić (Upravna znanost), Dragan Medvedović (Upravno pravo), Budislav Vukas (Međunarodno pravo) i brojni drugi.
Do kraja osamdesetih godina prošlog stoljeća, Pravni fakultet Osijek na većini predmeta imao je svoje nastavnike.

## Ustrojstvo novih studija
Osim studija prava na kojemu se stjecala titula diplomiranog pravnika (današnji magistar prava), nedugo nakon osnivanja, Fakultet je započeo i s ustrojstvom drugih studijskih programa. Tako se od akademske godine 1978./1979. izvodio poslijediplomski studij u okviru kojega se stjecala titula magistra prava, a od akademske godine 1982./1983. izvodi se dvogodišnji stručni dodiplomski studij upravnog prava u okviru kojega se stječe titula upravnog pravnika (prvostupnici javne uprave). Od 1981. godine u okviru doktorskog studija moguće je stjecanje doktorata znanosti na Pravnom fakultetu Osijek, a od 1989. godine izvodio se i poslijediplomski studij Poslovno pravo i poslovne transakcije.
Pravni fakultet Osijek zaslužan je za osnivanje dislociranih studija, pa je tako akademske godine 1993./1994. pokrenut dislocirani dvogodišnji stručni dodiplomski studij upravnog prava u Požegi, čijim se završetkom stjecala titula upravnog pravnika. Od 2003. godine u Vukovaru je ustrojen studij upravnog prava. Oba dislocirana studija danas djeluju u sklopu Veleučilišta u Požegi odnosno Vukovaru.
Kao što je bio slučaj i s nedostatkom pravnika na području Slavonije i Baranje sedamdesetih godina prošlog stoljeća, tako je tijekom 2000.-ih godina uočen nedostatak socijalnih radnika, zbog čega je pri Pravnom fakultetu Osijek od akademske godine 2017./2018. pokrenut Preddiplomski sveučilišni studij Socijalni rad, a od akademske godine 2020./2021. i Diplomski sveučilišni studij Socijalni rad. Osnivanje novih studija je pokazatelj da se Pravni fakultet Osijek kontinuirano prilagođava potrebama tržišta rada.

## Ustrojstvo Fakulteta
Na čelu Pravnog fakulteta Osijek nalazi se dekan (trenutno izv. Tunjica Petrašević) te tri prodekana:
- Prodekan za nastavu i studente (trenutno doc. dr. sc. Paula Poretti)
- Prodekan za znanost, međunarodnu suradnju i poslijediplomske studije (trenutno doc. dr. sc. Dunja Duić) te
- Prodekan za poslovanje, razvoj i projekte (trenutno doc. dr. sc. Ante Novokmet).

Fakultetom upravlja Fakultetsko vijeće kojeg čini nastavno osoblje, nenastavno osoblje te predstavnici studenata.
Na Fakultetu djeluje ukupno 10 katedri, a to su: 
1. Katedra pravne povijesti i rimskog prava
2. Katedra ekonomskih znanosti
3. Katedra ustavnog i europskog prava
4. Katedra upravnog prava i znanosti
5. Katedra međunarodnopravnih i pravnoteorijskih znanosti i metodologije
6. Katedra trgovačkog, financijskog, pomorskog i općeprometnog prava
7. Katedra građanskopravnih i obiteljskopravne znanosti
8. Katedra kaznenopravnih znanosti
9. Katedra radnopravnih i socijalnih znanosti i socijalnog rada
10. Katedra stranih jezika i sociologije.

Pri Fakultetu djeluju i knjižnica te tajništvo, čije su ustrojbene jedinice:
- Odjel u središnjoj službi
- Ured za pravne, kadrovske, opće i administrativne poslove
- Ured za računovodstveno-financijske poslove
- Ured za projekte i međunarodnu suradnju
- Ured za unaprjeđivanje i osiguranje kvalitete visokog obrazovanja
- Studentska referada
- Ured za informatiku i računalnu mrežu
- Ured dekana i prodekana te
- Ured za tehničke i pomoćne poslove.

Ostale ustrojbene jedinice su Pravno-ekonomska klinika, Pravna klinika PRO BONO OSIJEK te Odsjek za cjeloživotno obrazovanje i strane jezike.

## Dekani
Trenutni dekan Pravnog fakulteta Osijek, za mandatno razdoblje od 2020. do 2024. je izv. Tunjica Petrašević, 19. po redu dekan Fakulteta. Redom, dekani Fakulteta bili su:
1. 1975. – 1981. – Dragutin Rilke
2. 1981. – 1983. – Vladimir Srb
3. 1984. – 1985. – Kornelija Rukavina
4. 1986. – 1986. – Ivan Mecanović
5. 1987. – 1988. – Vojislav Vukičević
6. 1989. – 1990. – Branko Babac
7. 1990. – 1991. – Srećko Jelinić
8. 1991. – 1995. – Zvonimir Lauc
9. 1995. – 1999. – Vladimir Ljubanović
10. 1999. – 2001. – Damir Klasiček
11. 2001. – 2003. – Vlado Belaj
12. 2003. – 2005. – Vladimir Ljubanović
13. 2005. – 2007. – Zvonimir Lauc
14. 2007. – 2009. – Zvonimir Lauc
15. 2009. – 2013. – Igor Bojanić
16. 2013. – 2015. – Igor Bojanić
17. 2015. – 2017. – Boris Bakota
18. 2017. – 2019. – Renata Perić
19. 2020. – 2024. – izv. Tunjica Petrašević.

## Studiji
Na Pravnom fakultetu Osijek djeluje pet studija: Integrirani preddiplomski i diplomski sveučilišni studij Pravo, Stručni upravni studij, Specijalistički diplomski stručni studij Javna uprava, Preddiplomski sveučilišni studij Socijalni rad te Diplomski sveučilišni studij Socijalni rad.
- Integrirani preddiplomski i diplomski sveučilišni studij Pravo
- Stručni upravni studij
- Specijalistički diplomski stručni studij Javna uprava
- Preddiplomski sveučilišni studij Socijalni rad
- Diplomski sveučilišni studij Socijalni rad

## Knjižnica Pravnog fakulteta Osijek
Paralelno s osnivanjem i početkom djelovanja Pravnog fakulteta Osijek, s radom je započela i knjižnica, kao samostalna ustrojbena fakultetska jedinica.
Fond knjižnice Pravnog fakulteta Osijek u potpunosti je digitaliziran i dio je CROLIST-a – Integriranog knjižničnog informacijskog sustava, ujedno dijela sveučilišnog knjižničnog sustava. Knjižnica Pravnog fakulteta Osijek članica je Društva bibliotekara pravnih i srodnih biblioteka Jugoistočne Europe (SEALL), dok su njezini djelatnici članovi Društva knjižničara Slavonije i Baranje, kao i Hrvatskog knjižničarskog društva.
Od 2014. godine, potpisivanjem Ugovora s Europskom komisijom, knjižnica Pravnog fakulteta Osijek uživa status Europskog dokumentacijskog centra (EDC), koji čini njezin ustrojbeni dio.

## Studenti
Pravni fakultet Osijek u središte svojeg djelovanja od početka stavlja studente čemu svjedoči i činjenica da je na Fakultetu gotovo 8.000 studenata steklo diplomu kroz 45-godišnje djelovanje. Na Fakultetu, studenti djeluju kroz Studentski zbor, European Law students association (ELSA) te Sportsku udrugu PRAVOS.

## Klinička nastava
Vrijeme globalizacije i novih obrazovnih potreba, rezultiralo je i početkom kliničke nastave na Pravnom fakultetu Osijek koja se danas provodi u dvije pravne klinike: Pravno-ekonomska klinika Osijek te Pravna klinika OSIJEK PRO BONO.

## Znanstvena djelatnost
Znanstveno-istraživačka djelatnost Pravnog fakulteta Osijek usmjerena je na aktualnu problematiku i stvaranje novih znanja istraživanjima, prijenos znanja obrazovanjem, diseminaciju znanja publikacijama i iskorištavanje znanja općenito.

## Poznati studenti
Poznati studenti Pravnog fakulteta Osijek su bili:
- Jasna Omejec, bivša predsjednica Ustavnog suda Republike Hrvatske
- Mato Arlović, sudac Ustavnog suda Republike Hrvatske
- Nataša Tramišak, Ministrica regionalnog razvoja i fondova Europske unije u Vladi Republike Hrvatske
- Tin Kovačić, novinar RTL-a
- Goran Flauder, novinar
- Ružica Vukovac, saborska zastupnica
- Ivica Vrkić, osječki gradonačelnik
- Stjepan Čuraj, državni tajnik u Ministarstvu financija Republike Hrvatske
- Sonja Čikotić, bivša saborska zastupnica
- Josip Salapić, državni tajnik u Ministarstvu pravosuđa i uprave
- Žarko Dundović, sudac Vrhovnog suda Republike Hrvatske
- Ljiljana Hrastinski-Jurčec, sutkinja Vrhovnog suda Republike Hrvatske
- Anto Đapić, političar
- Davor Petričević, županijski državni odvjetnik, ŽODO Osijek
- Ivan Hampovčan, tajnik Osječko-Baranjske županije.

## Professor emeritus
Professori emeritusi Pravnog fakulteta Osijek su:
- Zvonimir Lauc
- Vladimir Ljubanović
- Ivan Mecanović.

## Vanjske poveznice
- Službene stranice Pravnog fakulteta Osijek  Arhivirana inačica izvorne stranice od 22. srpnja 2016. (Wayback Machine)